# 豐住站

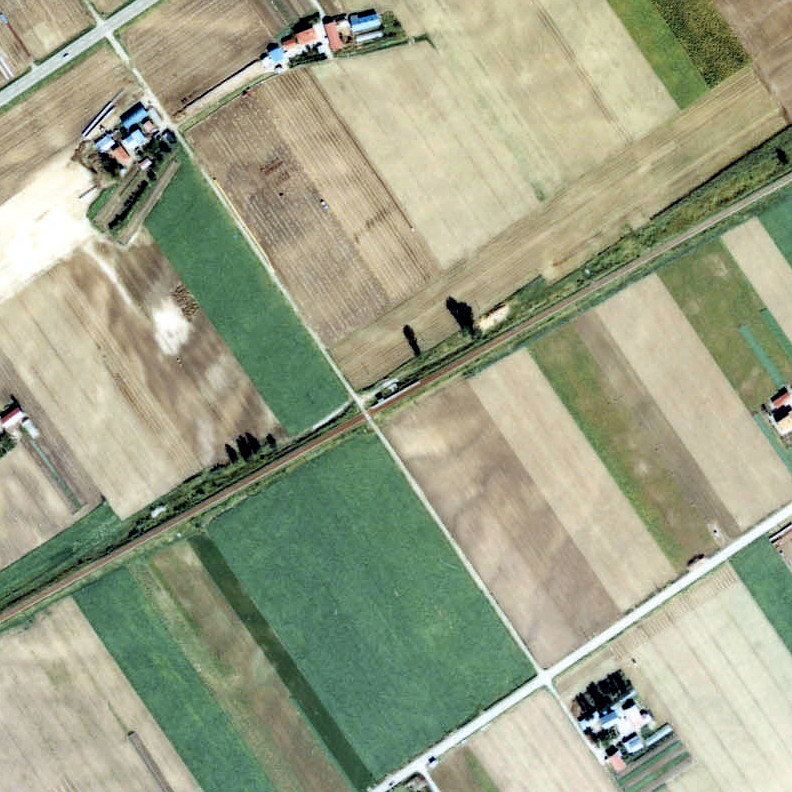
1977年國鐵池北線時代的豐住站與方圓500米範圍。右邊是北見方向。當時為一座臨時乘降場規模的車站，只有一座簡單月台。月台上旁邊有候車室。靠近池田一方設有西六號平交道。周邊為山區的農作地帶。

豐住站（日语：／ Toyozumi eki */?）是位於北海道常呂郡置戶町字豐住，北海道池北高原鐵道的故鄉銀河線車站（廢站）。隨著故鄉銀河線廢線，車站在2006年（平成18年）4月21日廢除。

## 歷史
- 1955年（昭和30年）8月20日 - 日本國有鐵道網走本線豐住臨時乘降場（局（日语：鉄道管理局）設定）啟用。
- 1959年（昭和34年）11月1日 - 升級至車站[2]。當時為旅客車站。
- 1961年（昭和36年）4月1日 - 池田至北見之間改名為池北線，成為池北線車站[3]。
- 1987年（昭和62年）4月1日 - 伴隨國鐵分割民營化，車站由北海道旅客鐵道（JR北海道）營運。
- 1989年（平成元年）6月4日 - 北海道池北高原鐵道繼承池北線[3][4][5][6][7]。
- 2006年（平成18年）4月21日 - 故鄉銀河線全線廢除[1][8]，此站也廢除。

### 站名的由來
車站名稱取自當地地名。在為該地改名時，為了希望「想生活（住）富裕（豐）」而命名。

## 車站構造
截至車站廢除前，此站是地面車站，設有1面1線的單式月台。

## 車站周邊
車站附近設有農作地帶和農居。
- 圓山
- 北海道道50号北見置戸線北海道道50號北見置戶線（日语：北海道道50号北見置戸線北海道道50號北見置戶線）
- 北海道北見巴士（日语：北海道北見バス）「豐住7號線」巴士站

## 相鄰車站
北海道池北高原鐵道
故鄉銀河線
置戶－豐住－境野

## 注腳
1. 1 2 3  北見現代史編集委員会（編集）. . 北見市: 981頁. 2007-01 （日语）.
2. 1 2   第1版. 札幌市: 日本國有鐵道北海道總局. 1973-3-25: 148. ASIN B000J9RBUY （日语）.
3. 1 2   田中和夫（監修）. . 上巻 国鉄・JR線. 北海道新聞社（編集）. 2002-07-15: 236–237頁. ISBN 978-4-89453-220-5. ISBN 4-89453-220-4 （日语）.
4. ↑  田中和夫（監修）. . 下巻 SL・青函連絡船他. 北海道新聞社（編集）. 2002-12-05: 222頁–223頁. ISBN 978-4-89453-237-3. ISBN 4-89453-237-9.
5. ↑  北見現代史編集委員会（編集）. . 北見市: 952頁,954頁. 2007-01 （日语）.
6. ↑  ふるさと銀河線10周年記念事業実行委員会（編集）. : 21–24頁、95頁. 1999-06-04 （日语）.
7. ↑  . 北海道新聞 (北海道新聞社). フォト北海道（道新写真データベース）. 1989-06-03  [2016-11-25]. （原始内容存档于2016年11月25日） （日语）.
8. ↑  . 北海道新聞 (北海道新聞社). フォト北海道（道新写真データベース）. 2006-04-21  [2016-11-25]. （原始内容存档于2016年11月25日） （日语）.